# 大杉勝男
大杉 勝男（おおすぎ かつお、1945年3月5日 - 1992年4月30日）は、岡山県勝田郡奈義町出身のプロ野球選手（内野手）。
NPBにおける通算本塁打数・通算打点数ともに歴代9位。

## 経歴

### プロ入り前
3兄弟の次男として生まれ、4歳年上の兄・正二郎に影響されて野球を始めた。その後、兄と父・二三五郎を病で亡くす。
関西高校に入学し、硬式野球部に入部。1年でありながら真っ先にレギュラー捕手となるが、甲子園に出場することはかなわなかった。卒業後は、1963年に野球部を新設し、高校の先輩である岡田悦哉が監督となった丸井に入社。都市対抗の東京都予選などで活躍するが、創部2年目の1964年に野球部は休部する。
1965年、岡田の勧めもあり東映フライヤーズの入団テストを受け、入団。

### 現役時代
水原監督は大杉を入団1年目から積極的に起用した。本来の守備位置である一塁手にはノーム・ラーカーがいたが、外野手、三塁手を兼ねて22試合に先発出場を果たす。2年目には101試合に出場、180打数ながら8本塁打を残した。同年は打率.269を記録する。
1967年は飯島滋弥コーチの「月に向かって打て」の助言で開眼し、4月12日の対東京オリオンズ戦（後楽園球場）では両者無得点で迎えた延長13回無死無走者の打席で小山正明からサヨナラ本塁打、5月の段階で両リーグトップの13号を放つ。レギュラーに定着し、オールスターゲームにも出場。第3戦（大阪スタヂアム）で江夏豊から満塁本塁打を放ち、MVPを獲得する。同年は全試合に出場して打率.291・27本塁打・81打点の成績を残すが、リーグ最多の107三振を喫した。
1968年も三振が目立ったが、34本塁打・89打点を残し、この年から73年まで6年連続30本塁打を記録。同年4月14日の対南海ホークス戦（大阪スタヂアム）では8回二死満塁の打席で新山彰忠から、6月23日の対阪急ブレーブス戦（後楽園球場）・ダブルヘッダー第1試合では2回無死満塁の打席で水谷孝からそれぞれ満塁本塁打を放った。
1969年は監督に就任した松木謙治郎から「バットのヘッドが投手寄りに向いていると、近くには詰まり、高めはバットが波を打つ。だから打率が落ちたのだ」と指摘され、バッティングを修正。最終的に打率.285・36本塁打・99打点を残した。同年は5度のサヨナラ打を放ち、4月20日の対西鉄ライオンズ戦（後楽園球場）では2-2の同点で迎えた延長10回一死無走者の打席で池永正明からサヨナラ本塁打、5月21日の対ロッテオリオンズ戦（後楽園球場）では3-3の同点で迎えた延長12回一死一、二塁の打席で八木沢荘六からサヨナラ安打、6月20日の対阪急戦（後楽園球場）では6-6の同点で迎えた延長10回二死一塁の打席で大石清からサヨナラ2点本塁打、9月30日の対南海戦（後楽園球場）では1点を追う延長12回二死一塁の打席で皆川睦男から逆転サヨナラ2点本塁打、翌10月1日の対南海戦（後楽園球場）・ダブルヘッダー第1試合では1-1の同点で迎えた延長11回一死満塁の打席で西岡三四郎からサヨナラ安打を放った。
1970年からは3年連続40本塁打を放った。1970年には自己最高となる打率.339・44本塁打・129打点を記録。同年8月6日の対阪急戦（西京極球場）では1試合3本塁打
1971年には2年連続本塁打王のタイトルを獲得する。同年5月3日の対ロッテ戦（東京スタジアム）では延長10回二死に作道烝（代打満塁本塁打）・大下剛史・大橋穣・張本勲に続き日本プロ野球記録となる5者連続本塁打の締めを放った。
1972年には打点王を獲得。同年5月は当時プロ野球記録の月間15本塁打を達成。同月13日の対ロッテ戦（後楽園球場）では4回一死に木樽正明から放った通算200本塁打を845試合目で達成。当時の王貞治の最少試合数200号を抜き、史上最少試合数200号を更新する。7月11日の対南海戦（後楽園球場）で大杉は初回に26号本塁打を放つものの、降雨ノーゲームとなり、幻の本塁打となった。最終的に長池徳二（阪急ブレーブス）に本塁打1本差の2位。打点は野村克也（南海）と同点1位に終わった。
1973年、背番号を「3」に変更。この年でシーズン40本塁打の連続記録が途絶えたが、34本の本塁打を放った。10月2日から同月9日にかけて史上初のパ・リーグタイの6試合連続本塁打を記録。当時阪神の江夏豊とのトレードが水面下で進んで話が付き、あとはオフに発表を待つだけというところまで来ていた。しかしどこかでこの噂を聞き付けたのか、ある日兄貴分の張本勲の自宅を訪れ、トレード話を無しにするよう助けを求めた。それを聞いて翌日張本は当時の監督、土橋正幸にこの話を付け、「もう話が付いているので2、3日待って欲しい」とされながらもその甲斐もあって結局このトレード話は無しになった（詳細は張本勲#弟分・大杉勝男との関係の節も参照）。
1974年に背番号を再び「51」に戻す。その後復調せず、打率.234と成績が低迷。球団の親会社が前年オフに日本ハムにかわり、東映カラーの払拭を目指すフロントは主力選手の大量放出を断行する。この年のオフに前年に続いて再び阪神への移籍話が持ち上がり、日本ハムからは大杉と小坂敏彦、阪神からは池田純一と後藤和昭の2対2のトレード成立が10月28日にも発表されようとしていたが、来期1975年から阪神監督となる吉田義男が「大杉は魅力ある」としながらも池田の放出に難色を示し、10月29日にこのトレードは白紙に戻された。しかし翌30日は同時にこの話があったヤクルトとの1対2のトレードが発表され移籍が決定する。同日、内田順三と小田義人との交換トレードでヤクルトスワローズに移籍した。
1975年、4月14日の対中日ドラゴンズ戦（明治神宮野球場）では3回裏に移籍後初本塁打を放つが、6月下旬に急性胃炎を発症。8月21日の対大洋ホエールズ戦（県営宮城球場）では代打での出場機会もなく欠場。1968年9月21日から続いていた連続試合出場記録が1975年8月20日までの「890試合」で途切れた。シーズンでは打率.237と結果を残せなかった。
1976年に打率.300・29本塁打・93打点の成績を残す。
1977年からは広岡達朗が監督に就任。同年は打率.329・31本塁打・104打点を記録した。
1978年には開幕から5番打者を務め、後半戦は4番で打線を引っ張り、チームも開幕から129試合連続得点という記録を打ち立てた。同年はシーズン前半を打率2位の.343で折り返す（同時点の1位は、同僚であるヒルトンの.351）。後半戦も好調で打率.327・30本塁打・97打点を記録する活躍をみせて球団のリーグ初優勝に貢献。阪急との日本シリーズでは松岡弘とともに活躍。大杉は第7戦の6回裏に足立光宏からレフトポール際に本塁打を放った。この判定を巡って阪急監督の上田利治が猛抗議。1時間19分も試合が中断するも、判定は覆らなかった。この2打席連続本塁打で大杉は第2戦・第5戦の本塁打と合わせて長嶋茂雄のシリーズ4本塁打の記録に並び、同じく長嶋のシリーズ記録であった9打点を更新する10打点を残し、シリーズMVPを獲得した。
1980年は前年のスランプを引きずり、打率.301・21本塁打・82打点に終わった。
1981年は36歳ながら、最終的にキャリアハイの打率.343を記録するもリーグ3位に終わる。7月21日の対中日戦では小松辰雄から史上14人目の2000安打達成。
1982年は前年の好調を維持し、6月中旬の段階で打率.340・10本塁打を残してたが、それ以降途中交代が急激に多くなり、規定打席に届かないままシーズンを終える。
1983年、6月3日の対中日戦（明治神宮野球場）では4回無死一塁の打席で鈴木孝政から安打を放ち、史上初の両リーグ1000安打を達成。同月17日の対阪神タイガース戦（明治神宮野球場）では5回一死満塁の打席で池内豊から放った満塁本塁打を含む2本塁打6打点と活躍、翌18日の対阪神戦（明治神宮野球場）では13年ぶりの1試合3本塁打を記録した。8月8日に史上初のセ・パ両リーグで1000試合出場を達成。持病の不整脈が悪化し、同年7月以降は試合途中に4度退場するなどの異状が続いたこともあり、オフの11月8日に東京・新橋の球団事務所を訪れ、体力の限界を理由に現役引退を申し出、球団も了承した。引退試合は翌1984年3月24日の読売ジャイアンツとのオープン戦（明治神宮野球場）で行われた。大杉は5回一死一塁の代打で出場し、最終打席は三ゴロ併殺打に倒れる。試合終了後、引退セレモニーのあいさつで「最後に、わがまま気ままなお願いですが、あと1本と迫っておりました両リーグ200号本塁打、この1本をファンの皆様の夢の中で打たして頂きますれば、これにすぐる喜びはございません」という言葉を残した。また引退会見の席では「さりし夢 神宮の杜に かすみ草」という句を詠んでいる。

### 引退後
引退発表の日、背番号8がヤクルト初の欠番に内定。1984年から1989年までフジテレビ・ニッポン放送野球解説者を務めたほか、『そーっと歌ってみよう→わがまま気ままベストワン!!』（テレビ朝日）、『大杉・アッコのホームラン歌謡曲』（ニッポン放送）などテレビ・ラジオのバラエティ番組にレギュラー出演。1990年には横浜大洋ホエールズ一軍打撃コーチに就任したが、1991年に癌が判明し退団。
1992年4月30日、肝臓癌のため死去。47歳没。名球会会員最初の物故者となった。『プロ野球ニュース』でも訃報が伝えられ、大洋コーチ就任時にキャスターの中井美穂へ宛てたビデオメッセージがプレイバックされると、中井と大矢明彦（ヤクルト時代のチームメイトであった）がVTR明けに憚らず涙した。
1997年1月22日、野球殿堂入りした。

## 人物
現役時代は道具を大切にし、特にバットにおいては毎日手入れを欠かさず、牛骨を使って木目を締め、体調に応じてバットの重さも変えていた。普段は850gの軽いバットだった。
大柄な体格とは裏腹に、堅実な守備力を誇り、1塁守備率は19年通算で0.994を誇る。
無類の勝負強さを発揮した大打者で、1967年～1981年の規定打席到達年15年の通算得点圏打率は驚異の0.326を誇った（15年の打率は0.290）また、得点圏打率が通常打率を下回ったのは1973年の1度のみである（得点圏打率0.205　通常打率0.270）　また1981年の得点圏打率0.469はシーズン得点圏打率の歴代3位を誇っている。
握力８０以上を誇った、日本プロ野球最高峰のパワーの持ち主ながら、そのパワーに頼らない高い技術でホームランを量産した打者だった。大杉勝男が急逝した後、ＮＨＫの番組で大杉勝男を振り返る放送で、元阪急の山田久志が「皆さんは大杉さんをパワーで打った方とお思いでしょうが、決してそうではなく、技で器用に打った方でした。打たれたら次は絶対に負けないと闘志を燃やさせてくれた人。勝負した男の爽快感を漂わせてくれた人。良く打たれましたが、本当に良い勝負をさせて頂いた打者の一人でした」と述懐している。
メジャーで間違いなく通用した打者と言われ、日本人初のメジャーリーガー村上雅則は「大杉の力なら間違いなくメジャーに通用したと思う」と太鼓判を押している（書籍　二宮清純筆「最強のプロ野球論」）
グラウンド上ではケンカっ早く、乱闘では相手選手に殴りかかることがたびたびあった。例えば1978年の巨人戦で両軍入り乱れての乱闘の際には、当時の巨人監督である長嶋茂雄にも殴り掛かって一発加えている。大杉自身は乱闘の際に興奮しすぎて、長嶋に殴り掛かったことは覚えていないという。巨人の選手として立ち会っていた元同僚の張本勲が暴れる大杉を止めないといけないほどであった。

## 詳細情報

### 年度別打撃成績
| 年 度      | 球 団              | 試 合 | 打 席 | 打 数 | 得 点 | 安 打 | 二 塁 打 | 三 塁 打 | 本 塁 打 | 塁 打 | 打 点 | 盗 塁 | 盗 塁 死 | 犠 打 | 犠 飛 | 四 球 | 敬 遠 | 死 球 | 三 振 | 併 殺 打 | 打 率 | 出 塁 率 | 長 打 率 | O P S |
| ---------- | ------------------ | ----- | ----- | ----- | ----- | ----- | -------- | -------- | -------- | ----- | ----- | ----- | -------- | ----- | ----- | ----- | ----- | ----- | ----- | -------- | ----- | -------- | -------- | ----- |
| 1965       | 東映 日拓 日本ハム | 60    | 113   | 104   | 7     | 20    | 5        | 1        | 1        | 30    | 13    | 0     | 1        | 1     | 2     | 5     | 0     | 1     | 23    | 3        | .192  | .232     | .288     | .521  |
| 1966       | 東映 日拓 日本ハム | 101   | 203   | 186   | 29    | 50    | 6        | 1        | 8        | 82    | 28    | 1     | 0        | 2     | 3     | 7     | 0     | 5     | 29    | 1        | .269  | .308     | .441     | .749  |
| 1967       | 東映 日拓 日本ハム | 134   | 552   | 491   | 64    | 143   | 25       | 1        | 27       | 251   | 81    | 1     | 4        | 4     | 3     | 46    | 4     | 8     | 107   | 11       | .291  | .359     | .511     | .871  |
| 1968       | 東映 日拓 日本ハム | 133   | 536   | 476   | 76    | 114   | 17       | 1        | 34       | 235   | 89    | 4     | 6        | 1     | 3     | 51    | 7     | 5     | 106   | 15       | .239  | .318     | .494     | .811  |
| 1969       | 東映 日拓 日本ハム | 130   | 548   | 495   | 71    | 141   | 22       | 2        | 36       | 275   | 99    | 3     | 2        | 0     | 3     | 43    | 9     | 7     | 77    | 16       | .285  | .349     | .556     | .904  |
| 1970       | 東映 日拓 日本ハム | 130   | 556   | 492   | 84    | 167   | 27       | 2        | 44       | 330   | 129   | 5     | 4        | 0     | 15    | 44    | 1     | 5     | 61    | 18       | .339  | .388     | .671     | 1.059 |
| 1971       | 東映 日拓 日本ハム | 130   | 562   | 489   | 74    | 154   | 17       | 1        | 41       | 296   | 104   | 7     | 8        | 0     | 4     | 63    | 18    | 6     | 65    | 15       | .315  | .397     | .605     | 1.002 |
| 1972       | 東映 日拓 日本ハム | 130   | 559   | 492   | 81    | 145   | 18       | 1        | 40       | 285   | 101   | 0     | 1        | 0     | 2     | 57    | 9     | 8     | 58    | 21       | .295  | .376     | .579     | .955  |
| 1973       | 東映 日拓 日本ハム | 130   | 548   | 478   | 74    | 129   | 14       | 1        | 34       | 247   | 85    | 3     | 1        | 0     | 7     | 59    | 2     | 4     | 56    | 21       | .270  | .350     | .517     | .867  |
| 1974       | 東映 日拓 日本ハム | 130   | 521   | 461   | 54    | 108   | 14       | 0        | 22       | 188   | 90    | 4     | 2        | 0     | 8     | 48    | 7     | 4     | 73    | 12       | .234  | .307     | .408     | .715  |
| 1975       | ヤクルト           | 115   | 431   | 389   | 42    | 92    | 9        | 1        | 13       | 142   | 54    | 1     | 3        | 3     | 4     | 30    | 1     | 5     | 64    | 13       | .237  | .297     | .365     | .662  |
| 1976       | ヤクルト           | 121   | 466   | 423   | 62    | 127   | 21       | 1        | 29       | 237   | 93    | 0     | 3        | 0     | 3     | 35    | 2     | 5     | 43    | 19       | .300  | .358     | .560     | .919  |
| 1977       | ヤクルト           | 123   | 505   | 453   | 62    | 149   | 19       | 1        | 31       | 263   | 104   | 0     | 2        | 0     | 8     | 37    | 9     | 7     | 65    | 16       | .329  | .382     | .581     | .963  |
| 1978       | ヤクルト           | 125   | 516   | 462   | 73    | 151   | 17       | 0        | 30       | 258   | 97    | 0     | 2        | 0     | 3     | 47    | 4     | 4     | 51    | 27       | .327  | .391     | .558     | .950  |
| 1979       | ヤクルト           | 118   | 456   | 413   | 46    | 100   | 18       | 0        | 17       | 169   | 68    | 1     | 1        | 0     | 2     | 38    | 1     | 3     | 74    | 10       | .242  | .309     | .409     | .718  |
| 1980       | ヤクルト           | 118   | 460   | 425   | 52    | 128   | 19       | 1        | 21       | 212   | 82    | 0     | 3        | 0     | 7     | 25    | 2     | 3     | 42    | 14       | .301  | .342     | .499     | .841  |
| 1981       | ヤクルト           | 120   | 453   | 414   | 59    | 142   | 21       | 2        | 20       | 227   | 78    | 1     | 3        | 0     | 4     | 33    | 8     | 2     | 43    | 12       | .343  | .391     | .548     | .939  |
| 1982       | ヤクルト           | 88    | 324   | 298   | 30    | 84    | 11       | 0        | 17       | 146   | 59    | 1     | 0        | 0     | 4     | 22    | 3     | 0     | 39    | 11       | .282  | .327     | .490     | .817  |
| 1983       | ヤクルト           | 99    | 349   | 322   | 40    | 84    | 6        | 2        | 21       | 157   | 53    | 0     | 0        | 0     | 1     | 23    | 5     | 3     | 40    | 11       | .261  | .315     | .488     | .803  |
| 通算：19年 | 通算：19年         | 2235  | 8658  | 7763  | 1080  | 2228  | 306      | 19       | 486      | 4030  | 1507  | 32    | 46       | 11    | 86    | 713   | 92    | 85    | 1116  | 266      | .287  | .350     | .519     | .869  |

- 各年度の太字はリーグ最高、赤太字はNPBにおける歴代最高
- 東映（東映フライヤーズ）は、1973年に日拓（日拓ホームフライヤーズ）に、1974年に日本ハム（日本ハムファイターズ）に球団名を変更

### タイトル
- 本塁打王：2回（1970年、1971年）
- 打点王：2回（1970年、1972年）
- 最多安打：1回（1971年）※当時連盟表彰なし

### 表彰
- ベストナイン：5回（一塁手部門：1967年、1969年 - 1972年）
- ダイヤモンドグラブ賞：1回（1972年）
- 野球殿堂競技者表彰（1997年）
- 日本シリーズMVP：1回（1978年）
- オールスターゲームMVP：1回（1967年 第3戦）

### 記録
初記録
- 初出場：1965年4月20日、対南海ホークス戦（後楽園球場）、延長10回裏に代打で出場[25]
- 初打席：同上、皆川睦男から一ゴロ[25]
- 初安打：1965年5月9日、対阪急ブレーブス5回戦に米田哲也から[41]
- 初本塁打：1965年9月11日、対東京オリオンズ22回戦（東京スタジアム）、2回表に迫田七郎から[16]
- 1976年セ・パ両リーグ最多併殺打達成

節目の記録
- 100本塁打：1969年9月23日、対南海ホークス17回戦（大阪スタヂアム）、2回表に皆川睦男からソロ ※史上54人目[42]
- 150本塁打：1970年10月19日、対阪急ブレーブス26回戦（阪急西宮球場、ダブルヘッダー第2試合）、8回表に米田哲也から左翼へ3ラン[43]
- 200本塁打：1972年5月13日、対ロッテオリオンズ8回戦（後楽園球場）、4回裏に木樽正明から左翼中段ソロ ※史上18人目[16]
- 1000試合出場：1973年6月23日、対阪急ブレーブス前期11回戦（阪急西宮球場）に先発出場 ※史上66人目[44]
- 250本塁打：1973年8月9日、対南海ホークス後期3回戦（大阪スタヂアム）、8回表に村上雅則から3ラン ※史上10人目[45]
- 1000安打：1973年8月2日、対阪急ブレーブス後期3回戦（阪急西宮球場）、1回表に米田哲也から2ラン ※史上83人目[46]
- 300本塁打：1975年10月11日、対広島東洋カープ25回戦（広島市民球場）、7回表に佐伯和司からソロ ※史上9人目[47]
- 1000打点：1977年6月5日、対中日ドラゴンズ7回戦（ナゴヤ球場、ダブルヘッダー第1試合）、4回表に松本幸行から右翼線安打を放って2打点 ※史上11人目[48]
- 350本塁打：1977年8月12日、対大洋ホエールズ17回戦（明治神宮野球場）、1回裏に間柴茂有から3ラン ※史上8人目[49]
- 1500安打：1977年8月25日、対阪神タイガース21回戦（岡山県野球場）、1回表に谷村智啓から左前安打 ※史上33人目[50]
- 400本塁打：1979年7月28日、対中日ドラゴンズ14回戦（明治神宮野球場）、1回裏に星野仙一から右越2ラン ※史上6人目[51]
- 2000安打：1981年7月21日、対中日ドラゴンズ16回戦（浜松球場）、1回表に小松辰雄から左中間二塁打 ※史上14人目[52]
- 2000試合出場：1981年7月31日、対横浜大洋ホエールズ15回戦（明治神宮野球場）に先発出場 ※史上16人目[53]
- 450本塁打：1982年5月11日、対横浜大洋ホエールズ6回戦（横浜スタジアム）、6回裏に遠藤一彦から左翼席に逆転3ラン ※史上5人目[54]
- 300二塁打：1982年8月19日、対中日ドラゴンズ16回戦（明治神宮野球場）、3回裏に中田宗男から三塁線を抜く二塁打 ※史上22人目[55]
- 4000塁打：1983年8月4日、対広島東洋カープ17回戦（広島市民球場）、3回表に津田恒美から2ラン ※史上7人目[56]
- 1500打点：1983年8月21日、対広島東洋カープ20回戦（明治神宮野球場）、1回裏に池谷公二郎から2ラン ※史上5人目[57]

その他の記録
- 月間本塁打15本（1972年5月）
- 史上初　セ・パ両リーグ2試合5本塁打（パ・・1970年8月6日対阪急戦3本塁打、8月8日対南海戦2本塁打　セ・・1983年6月17日対阪神戦2本塁打、6月18日対阪神戦3本塁打）
- シーズンサヨナラ本塁打3本　パ・リーグ記録（1969年）
- シーズンサヨナラ安打5本　日本記録（1969年）
- 5試合連続本塁打（1969年）
- 6試合連続本塁打　パ・リーグ記録（1973年10月2日対ロッテ戦～10月9日対近鉄戦）
- 7試合連続複数安打（1970年4月21日対ロッテ戦～4月29日対西鉄戦）
- シーズン15犠飛　日本記録（1970年）
- 史上2人目　セ・パ両リーグ　シーズン最多複数安打打者記録（パ・・1967年43回、1970年56回　セ・・1977年45回、1981年46回）
- 6打数連続安打（1981年7月7日対広島戦4打数4安打、7月8日対広島戦2打数2安打）
- 日本シリーズ4本塁打日本記録（1978年）
- 日本シリーズ10打点日本記録（1978年）
- 6年連続30本塁打（1968年～1973年）
- 3年連続40本塁打（1970年～1972年）
- シーズン80打点以上8年連続　合計12回（1967年～1974年、1976年～1978年、1980年）
- シーズン20本塁打以上8年連続　合計14回（1967年～1974年、1976年～1978年、1980年、1981年、1983年）
- 通算マルチヒット回数　628回
- 通算猛打賞回数　150回
- オールスターゲーム選出9回（1967年、1969年、1970年、1972年～1974年、1977年、1980年、1981年）

- セ・パ両リーグ1000安打：1983年6月3日、対中日ドラゴンズ9回戦（明治神宮野球場）、4回裏に鈴木孝政から中前安打 ※史上初[29]
- セ・パ両リーグ1000試合出場：1983年8月8日、対読売ジャイアンツ15回戦（明治神宮野球場）に先発出場 ※史上初[32]

### 背番号
- 51（1965年 - 1972年、1974年）
- 3（1973年）
- 8（1975年 - 1983年）
- 88（1990年 - 1991年）

## 関連情報

### 著書
- 『大杉勝男のバット人生：アイ・ラブ・素敵な野球野郎たち』（リイド社、1984年1月、ISBN 4947538422）
- 『サムライたちのプロ野球：プロ野球における監督と選手の研究』（徳間書店、1984年6月、ISBN 4195029295）
- 『ヤクルトスワローズ』（白帝社、1986年7月、ISBN 4891740248） - 監修

### 関連書籍
- 『大杉勝男：神宮に咲いたかすみ草』（奥田益也原作、高橋達央作画、ぎょうせい〈名球会comics 6〉、1992年11月、ISBN

### 出演番組
- 野球道 - かつてフジテレビ解説者として出演していた中継の現行統一タイトル
- プロ野球ニュース
- ニッポン放送ショウアップナイター
- 大杉・アッコのホームラン歌謡曲（ニッポン放送） - 和田アキ子と共にパーソナリティーを務めた
- そーっと歌ってみよう → わがまま気ままベストワン!!（テレビ朝日）
- とんねるずのみなさんのおかげです - 涙目怪人選手権（審査員）